# RAF Mount Pleasant
La RAF Mount Pleasant (IATA: MPN, OACI: EGYP) (también conocida como Aeropuerto Internacional Mount Pleasant, Mount Pleasant Airport, Mount Pleasant Complex, MPA o Monte Agradable) es una base militar de la Real Fuerza Aérea en las islas Malvinas. Forma parte de la British Forces South Atlantic Islands (BFSAI). 
En la estación viven entre mil y dos mil militares del Reino Unido y está localizada a cerca de 48 km al sudoeste de Puerto Argentino/Stanley, la capital de las Malvinas, en la isla Soledad. El corredor más largo del mundo, de media milla de longitud, vincula las barracas, comedores y las áreas de recreo y bienestar de la base. La base es ocasionalmente referida por sus residentes como Death Star (la estrella de la muerte), debido a su diseño algo confuso.
Se encuentra a 74 m s. n. m. y tiene dos pistas de asfalto de 2590 y 1525 m.

## Historia

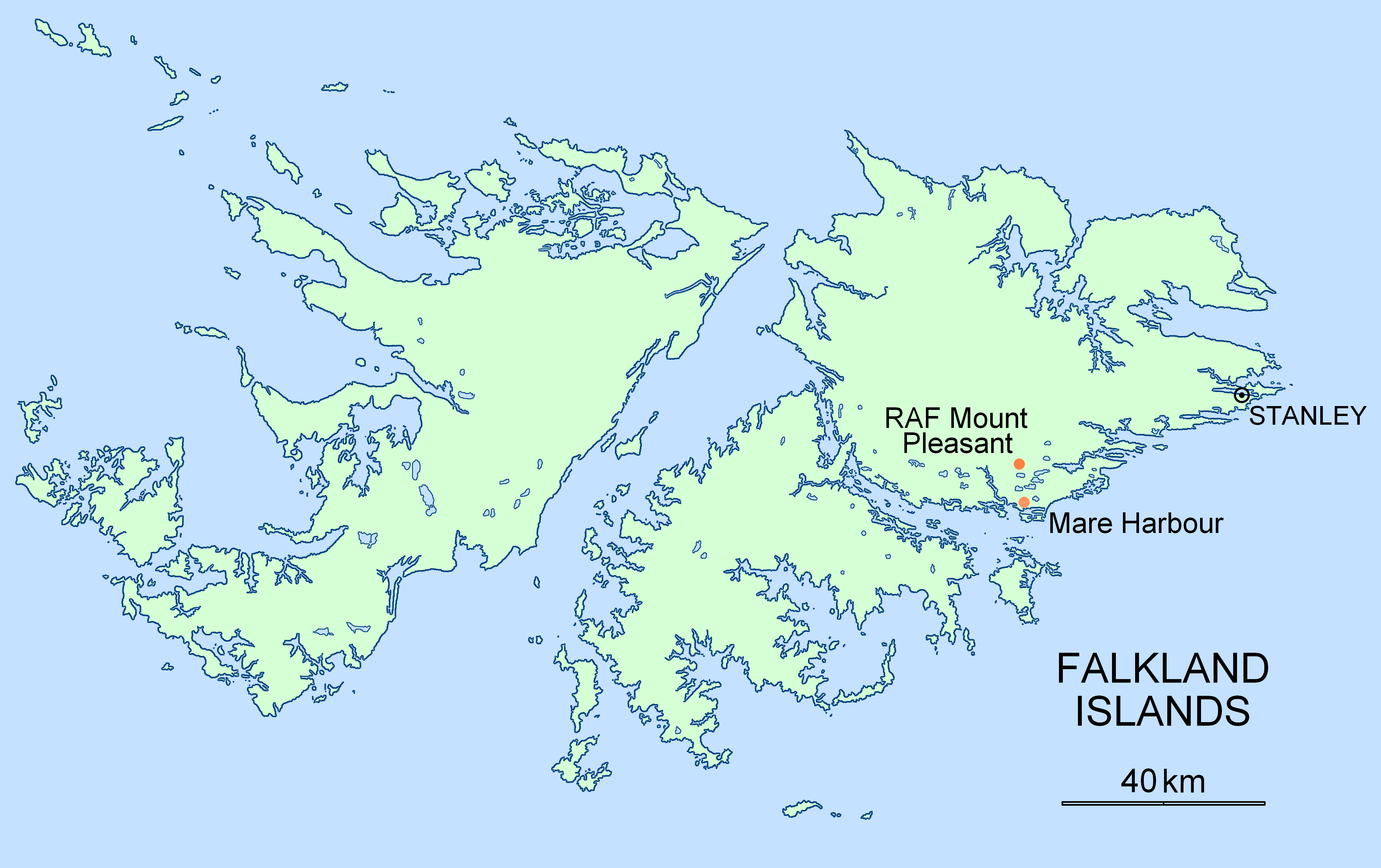
Localización de la RAF Mount Pleasant en las islas Malvinas..

RAF Mount Pleasant fue inaugurada por el Príncipe Andrés de York, el 12 de mayo de 1985 y comenzó a funcionar el año siguiente. La estación fue construida como parte de los esfuerzos británicos para reforzar la defensa de las Islas Malvinas después de la guerra de 1982 con las fuerzas argentinas. La base de Mount Pleasant es el más reciente aeródromo de la Real Fuerza Aérea británica y reemplazó las anteriores instalaciones en el aeropuerto de Puerto Argentino/Stanley.
La RAF previamente utilizó una pequeña base en el aeropuerto de la capital después del final de las hostilidades en 1982. Durante la guerra de las Malvinas, cuando las islas fueron tomadas por Fuerzas Armadas argentinas, aviones británicos Avro Vulcan de la RAF fueron enviados a bombardear la pista de la capital de las islas (Operación Black Buck) y Sea Harrier de la Marina Real británica hicieron raids moderadamente exitosos. La primera misión de bombardeo de los Vulcan arrojó 1000 libras de bombas sobre la mitad de la pista sin inutilizarla. Sin embargo, las reparaciones realizadas por los argentinos permitieron que aviones de transporte Lockheed C-130 Hércules continuaran utilizándola hasta el final del conflicto. Después del final de las hostilidades la pista fue plenamente reparada por ingenieros militares británicos.  
Después de la rendición de las fuerzas argentinas en las islas, los británicos encararon el problema de un potencial ataque aéreo argentino desde el continente, es por eso que un portaaviones permaneció de guardia en las islas con su escuadrón de Sea Harrier hasta que el aeródromo local fue preparado para aviones jets. El HMS Hermes fue el primero en realizar la guardia, mientras que el HMS Invincible se fue al norte para ser reparado y luego retornó para reemplazar al HMS Hermes. El HMS Invincible fue luego relevado por el HMS Illustrious. Una vez que la pista estuvo disponible para jets, el HMS Illustrious fue relevado por varios Phantom FGR.2 de la RAF.
El Gobierno británico comprendió que el aeropuerto no era la mejor opción para una base permanente y decidió construir una nueva base y hacerla en un lugar central de las islas que aumentara considerablemente las defensas. La intención fue disuadir cualquier intento futuro de la Argentina para recuperar las islas por la fuerza. Mount Pleasant, al oeste de la capital, fue elegida como el sitio para la nueva estación. La pista fue inaugurada por el príncipe Andrés en 1985, y se volvió plenamente operacional en 1986.

## Equipamiento actual

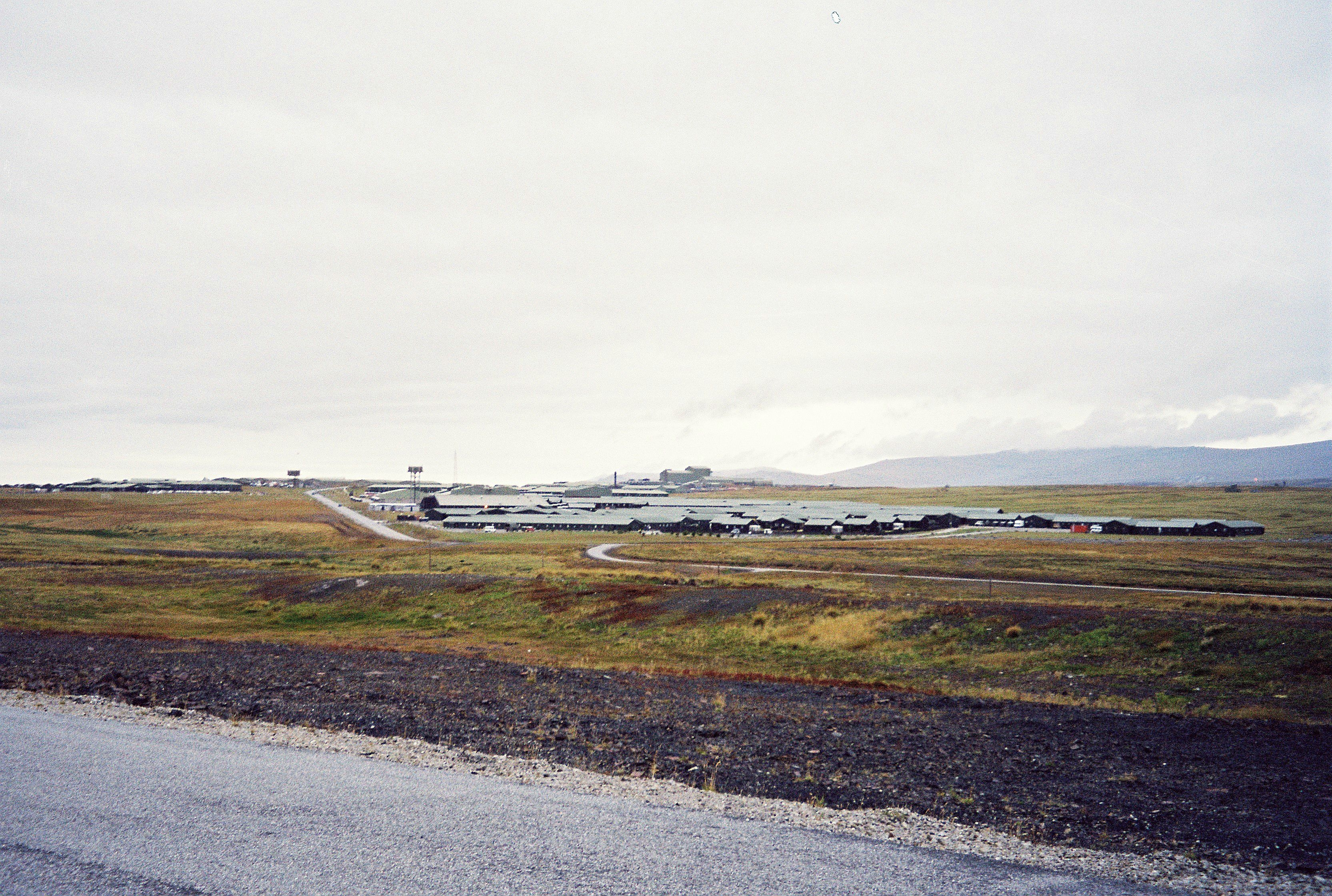
RAF Mount Pleasant.

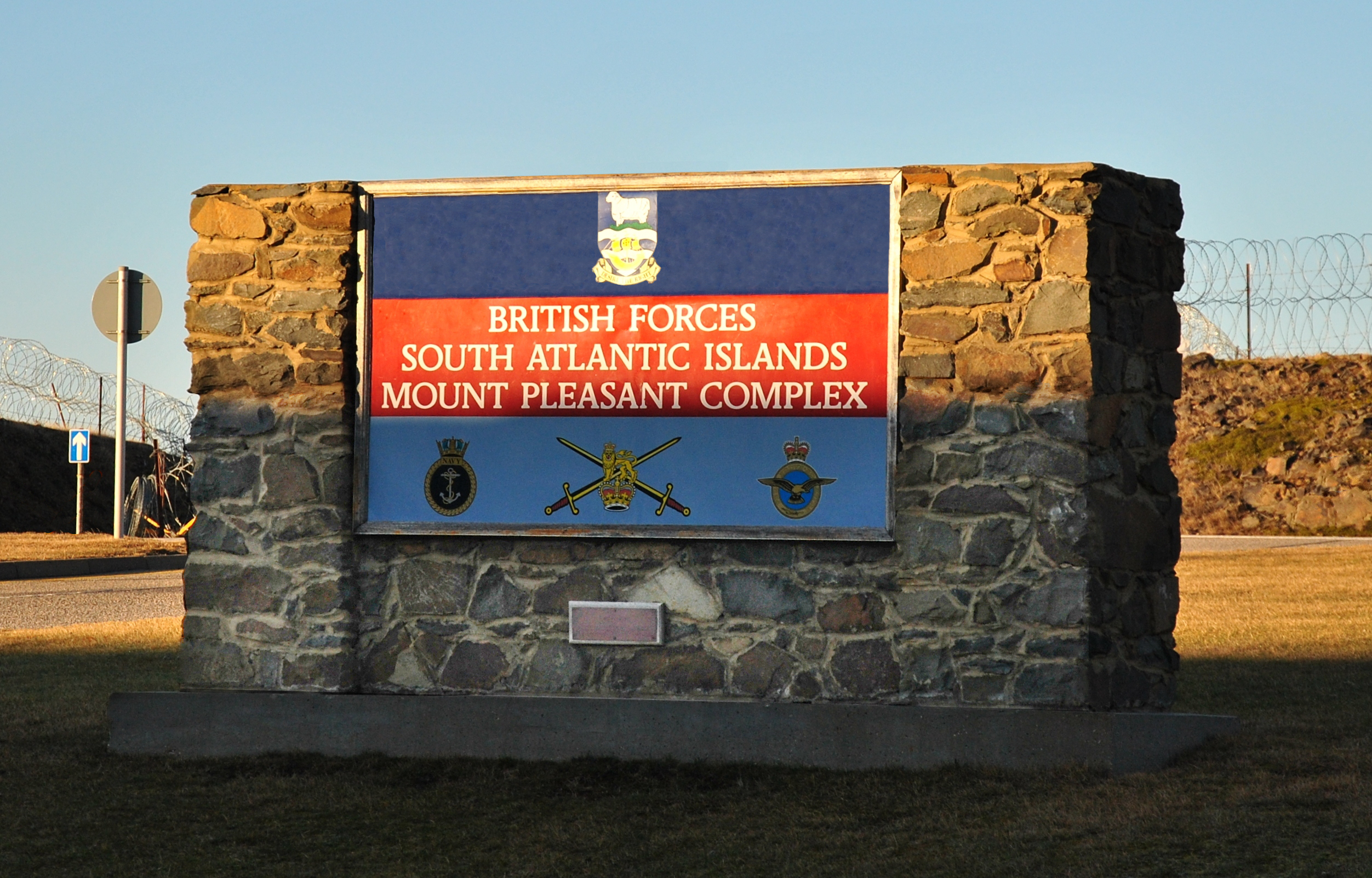
Cartel de bienvenida hacia el pueblo de la base.

Mount Pleasant tiene una amplia gama de instalaciones deportivas y sociales incluyendo un gimnasio, piscina para waterpolo, campo de golf, centro de buceo, karting, librería, cine, boliche, y campos de deportes al aire libre. Hay peluquerías, un centro médico y un centro educacional en la base. Hay también un complejo que incluye una cafetería y una pequeña tienda que son propiedad de Falkland Islands Company.
Están basados en Mount Pleasant cuatro Eurofighter Typhoon (N.º 1435 Flight RAF), con un avión cisterna Vickers VC-10 y un C-130 Hércules, y también desde noviembre de 2007 el N.º 1564 Flight RAF con dos helicópteros Westland Sea King. Hay también dos helicópteros civiles Sikorsky S-61 del British International Helicopters Limited (Brintel). Las unidades de tierra incluyen 3 unidades de señales y un destacamento de misiles Rapier de la Artillería Real (Royal Artillery). Estos fueron previamente manejados por un regimiento de la RAF, pero la Royal Artillery tiene ahora la responsabilidad de operar los Rapiers.
El 33 Engineer Regiment provee constante soporte y es parte del Joint Service Falkland Islands Detachment que consiste en equipos de la RAF y del Royal Logistic Corps. Está principalmente basado en la capital, pero hay también un destacamento en Mount Pleasant. La tarea del grupo es destruir municiones no explotadas de la guerra de las Malvinas, informar a las tropas, turistas e isleños sobre las áreas seguras, y marcar los campos minados sin limpiar.
Hay también una unidad conjunta de comunicaciones para la guerra electrónica y el comando y control de los sistemas de la Marina, Ejército y Fuerza Aérea.

## Denuncias de Argentina sobre la base
A partir de 2010 el gobierno de las Islas Malvinas comenzó con las exploraciones y perforaciones de gas y petróleo en aguas en disputa. Debido a esto, Argentina renovó su reclamo al diálogo por la soberanía, esta vez también, ante los países latinoamericanos y organismos internacionales y llevó a cabo un bloqueo comercial (a nivel latinoamericano y caribeño) que afectó al archipiélago austral. Debido a esto, el gobierno británico ordenó el rearme sobre el Atlántico Sur y las islas Malvinas y con ello la ejecución de ejercicios militares. A pesar de que el gobierno argentino acusa al Reino Unido de militarizar la región en disputa, el gobierno británico negó dichas acusaciones, afirmando que lo que se lleva a cabo fueron «ejercicios rutinarios».
En medio de las tensiones diplomáticas, en febrero de 2012 el príncipe británico Guillermo de Cambridge realizó entrenamientos militares en la base. A principios de 2013, el primer ministro británico David Cameron aseguró que su país estaría «dispuesto a luchar si fuera necesario» para conservar el territorio, y remarcó que poseen jets y tropas estacionadas en las islas.
Daniel Filmus, exsecretario de Asuntos Relativos a las Islas Malvinas, ha dicho que:

Es muy importante y estratégico frente al creciente armamentismo británico, que ha instalado una enorme base militar en las Islas Malvinas.

El gobierno argentino argumenta que la base de Mount Pleasant es la más grande e importante de la región del Atlántico Sur. También acusa al gobierno británico de poseer armas nucleares en las islas y de violar el Tratado de Tlatelolco que prohíbe completamente el armamento nuclear en América Latina y el Caribe. Las autoridades argentinas también han denunciado que Mount Pleasant constituye una base de la OTAN.

## Vuelos de pasajeros

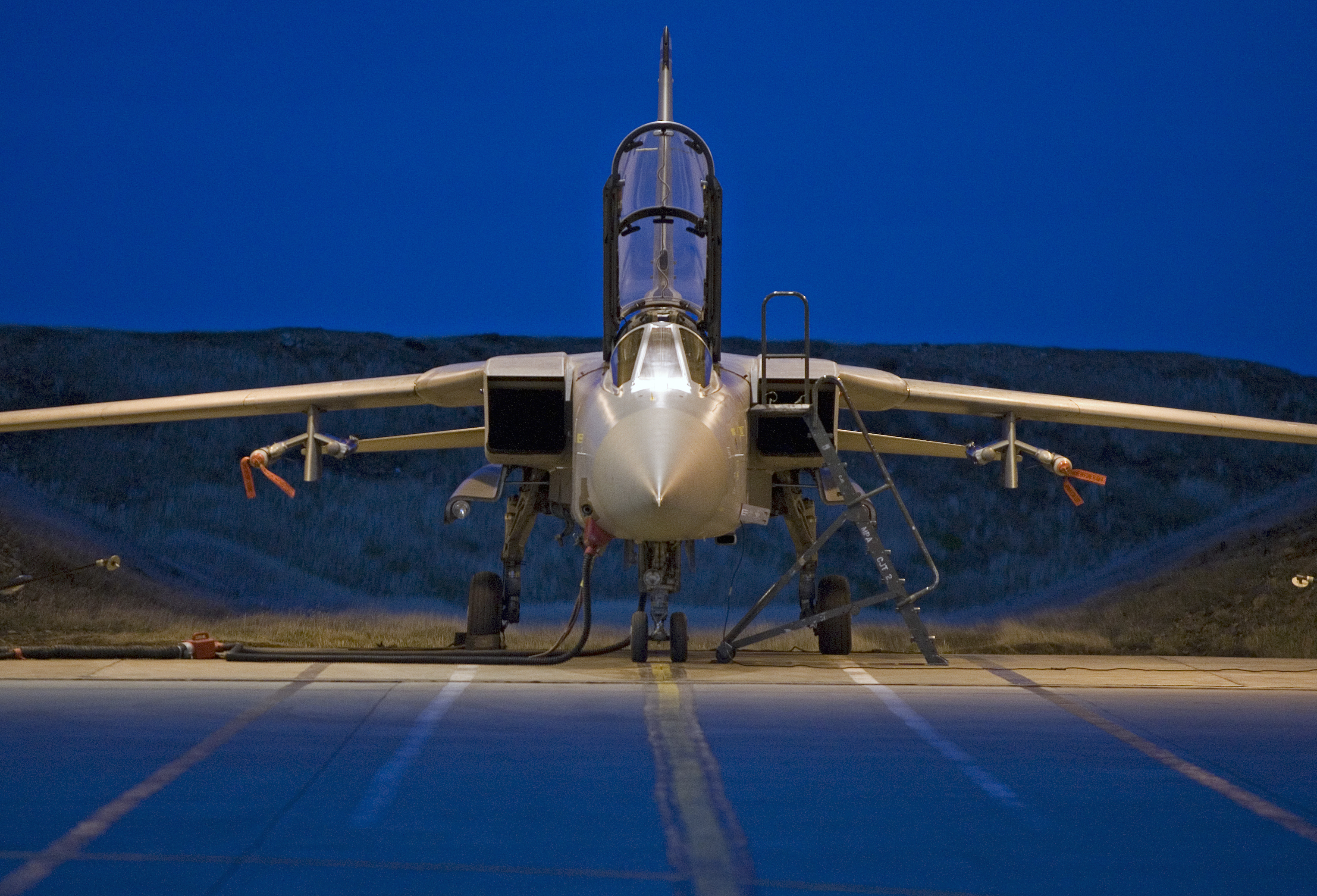
Panavia Tornado ubicado sobre la pista.

Usando el código de aeropuertos de IATA MPN, Mount Pleasant también sirve como el único aeropuerto internacional de las Malvinas. Vuelos con un porcentaje de asientos abiertos a pasajeros civiles operan una vez a la semana. Desde el otoño de 2008 y hasta diciembre de 2009 esos vuelos fueron operados por la aerolínea civil Flyglobespan en nombre de la Royal Air Force. Desde entonces los vuelos han sido operados por Air Tahiti Nui, Titan Airways y Air Seychelles. Vuela desde la base de la RAF en Brize Norton en Oxfordshire, con una parada de reabastecimiento en la base de la RAF en la isla Ascensión en el Atlántico sur-central, utilizando aviones Boeing 767. Luego de la bancarrota de Flyglobespan los vuelos fueron asumidos por Air Italy y Hifly. Ocasionalmente un Lockheed Tristar de la RAF realiza el transporte de mercancías, o un Antonov An-225 cuando el transporte es mayor.

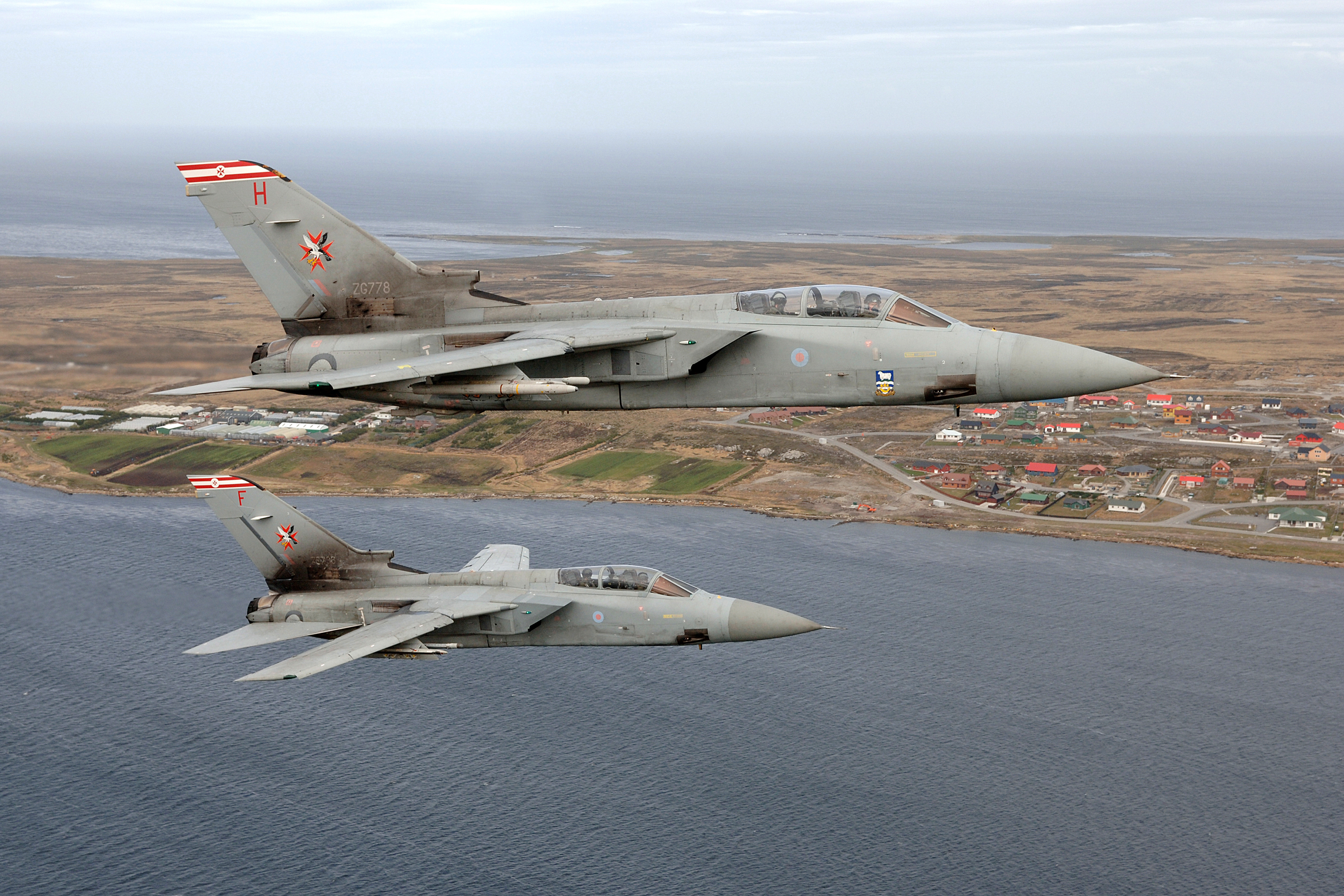
2 Tornado F3 sobrevolando los aires de Puerto Argentino/Stanley.

Adicionalmente, LATAM opera un vuelo comercial programado semanal desde el Aeropuerto Internacional Presidente Carlos Ibáñez del Campo de la ciudad de Punta Arenas en el sur de Chile; durante tres sábados es de manera directa, y en el restante es una escala intermedia en la ciudad argentina de Río Gallegos. Esta es la única conexión aérea con el continente americano.
El 2 de marzo de 2012, la presidenta argentina Cristina Fernández de Kirchner anunció que vuelos de Aerolíneas Argentinas desde Buenos Aires reemplazarían los vuelos de la entonces LAN Airlines desde Chile. La idea de los vuelos hacia Argentina no fue apoyada en las islas, ya que esto podría resultar que Argentina tenga el monopolio de los vuelos comerciales y el control de todos los accesos aéreo comerciales.
El 2 de abril de 2012, una compañía aérea uruguaya, Air Class Líneas Aéreas, obtuvo el permiso del Ministerio de Defensa uruguayo a iniciar un vuelo comercial a las Islas Malvinas.
También se realizan vuelos comerciales a la Isla Santa Elena, desde que su nuevo aeropuerto se abrió en 2016.

### Aerolíneas y destinos

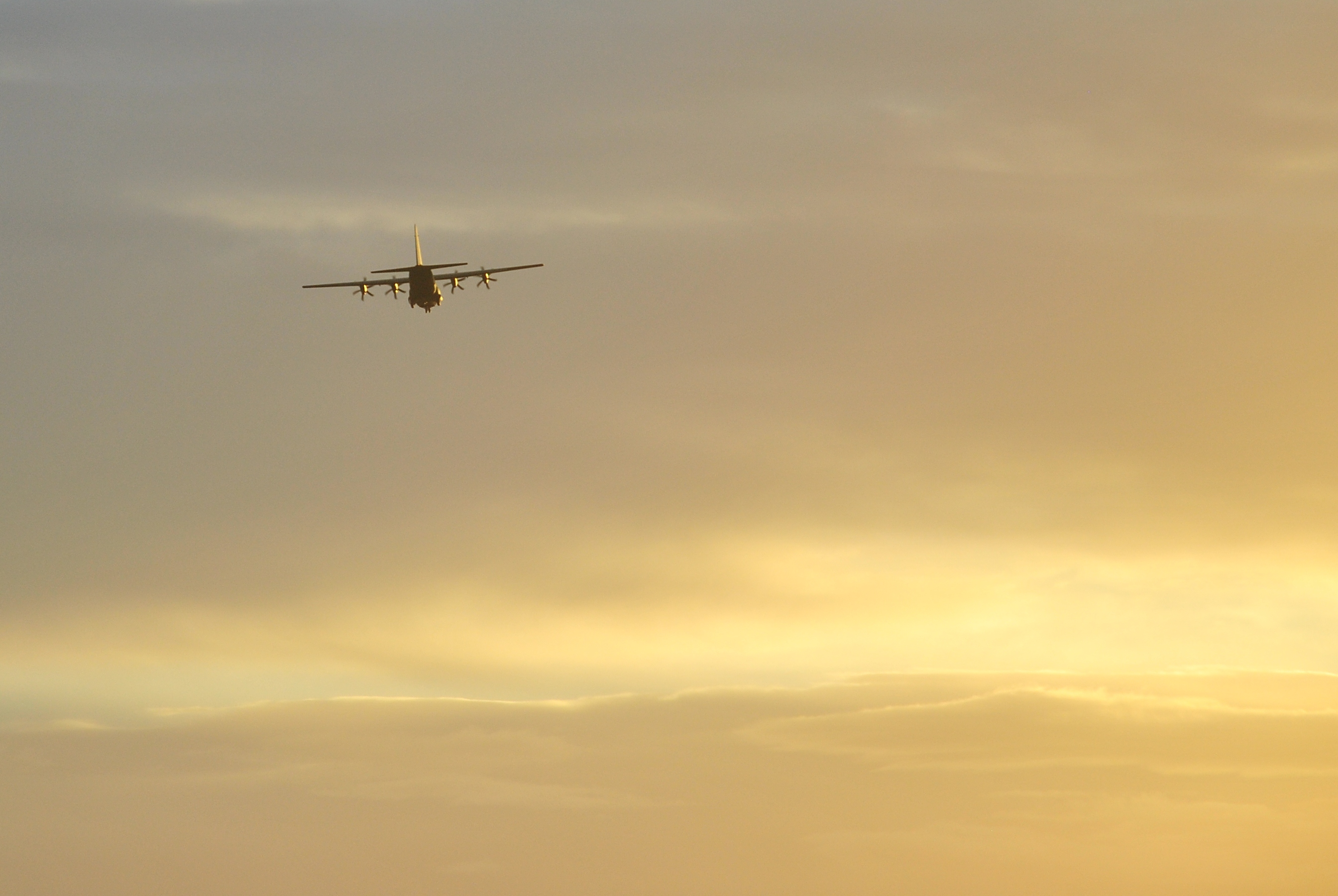
Lockheed C-130 Hercules perteneciente a la Real Fuerza Aérea británica haciendo la ruta Mount Pleasant-Aeropuerto de Puerto Argentino/Stanley.

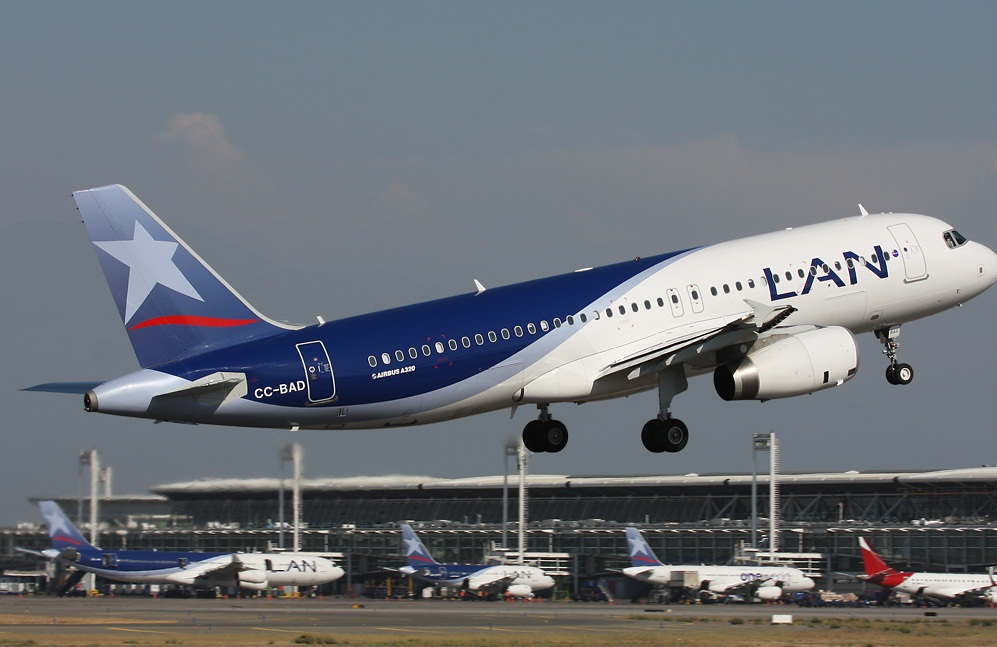
Un Airbus 320 de la entonces LAN Airlines en Santiago de Chile. Los aviones de este tipo son los que llegan a las islas.

Nota: muchos de los vuelos chárter a la base sirven principalmente para los militares británicos.
| Chile |                                                                             |                                          |
| Punta Arenas | Aeropuerto Internacional Presidente Carlos Ibáñez del Campo (semanal)       | LATAM                                    |
| Santiago de Chile                                                                                               | Aeropuerto Internacional Arturo Merino Benítez (semanal)                    | LATAM                                    |
| Argentina |                                                                             |                                          |
| Río Gallegos | Aeropuerto Internacional Piloto Civil Norberto Fernández (servicio mensual) | LATAM                                    |
| Córdoba | Aeropuerto Internacional Ingeniero Ambrosio Taravella (Servicio Mensual)    | LATAM                                    |
| Islas Malvinas                                                                                                  |                                                                             |                                          |
| Puerto Argentino/Stanley                                                                                        | Aeropuerto de Puerto Argentino/Stanley                                      | FIGAS                                    |
| Destinos chárter: Darwin, Puerto San Carlos, Director Dunnose, Bahía Fox, Cerro Cove, Puerto Mitre, entre otros |                                                                             | FIGAS                                    |
| Reino Unido |                                                                             |                                          |
| Londres | Aeropuerto de Londres-Gatwick (chárter)                                     | Hifly                                    |
| Oxfordshire | RAF Brize Norton (chárter)                                                  | AirTanker Services British International |
| Isla Ascensión                                                                                                  |                                                                             |                                          |
| Georgetown | RAF Ascension Island (chárter)                                              | AirTanker Services British International |
| Portugal |                                                                             |                                          |
| Lisboa | Aeropuerto de Portela (chárter)                                             | Hifly                                    |
| Cabo Verde |                                                                             |                                          |
| Isla de Sal | Aeropuerto Internacional Amílcar Cabral (chárter)                           | Hifly                                    |

### Aerolíneas y destinos que cesaron operaciones
- Aerovías DAP
  - Punta Arenas / Aeropuerto Internacional Presidente Carlos Ibáñez del Campo

- Flyglobespan
  - Georgetown, Isla Ascensión / RAF Ascension Island
  - Oxfordshire / RAF Brize Norton (vía ASI)

- Air Seychelles
  - Georgetown, Isla Ascensión / RAF Ascension Island
  - Oxfordshire / RAF Brize Norton (vía ASI)

### Operaciones futuras o planeadas
- LATAM
  - São Paulo / Aeropuerto Internacional de São Paulo-Guarulhos[26]